# Subriel Matías
Subriel Ahmed Matías Matthew (Fajardo, Puerto Rico, 31 de marzo de 1992) es un boxeador profesional puertorriqueño que ostenta el título de peso welter junior de la FIB desde febrero de 2023. En febrero de 2023, está clasificado como el cuarto mejor peso welter junior activo del mundo por The Ring y el séptimo por la Transnational Boxing Rankings Board.

## Carrera profesional

### Carrera temprana
Matías hizo su debut profesional contra Juan Rojas el 19 de diciembre de 2015. Ganó la pelea por nocaut técnico en el primer asalto. Matías acumuló un récord de 8-0 antes de dar el primer paso de su carrera el 18 de agosto de 2018, cuando se enfrentó al veterano colombiano Breidis Prescott. Ganó la pelea por nocaut técnico en el tercer asalto. Prescott fue derribado dos veces en el tercer asalto, con un gancho de izquierda y un gancho, antes de retirarse de la pelea.
Matías se enfrentó al oficial Wilberth López en una pelea de manutención el 2 de marzo de 2019. Ganó la pelea por nocaut técnico en el sexto asalto. Matías luego se enfrentaría al invicto Maxim Dadashev en una eliminatoria por el título de peso welter junior de la FIB el 19 de julio de 2019 Dadashev se retiró de la pelea al final del undécimo asalto. Sufrió una grave lesión cerebral durante la pelea y falleció unos días después.
Matías se enfrentó a Petros Ananyan el 22 de febrero de 2020, en la cartelera de Deontay Wilder vs. Tyson Fury II. A pesar de entrar a la pelea como un gran favorito, perdió la pelea por decisión unánime. Matías cayó de nuevo a las cuerdas al final del séptimo asalto, y el árbitro Roberty Byrd dictaminó una caída. Este resultó ser el momento crucial de la contienda, ya que dos de los jueces anotaron la pelea 95–94 para Ananyan, mientras que el tercer juez le dio a su oponente una tarjeta de puntuación ligeramente más amplia de 96–93.

### Subiendo el nivel
Matías enfrentó al invicto Malik Hawkins el 24 de octubre de 2020. Ganó la pelea por nocaut técnico en el séptimo asalto. La pelea se detuvo un segundo después del asalto, por consejo del médico del ring, quien previamente fue llamado para revisar las lesiones en la cara de Hawkins en el quinto asalto. Los tres jueces tenían a Matías arriba 59-54 en el momento de la detención.
Matías se enfrentó a Batyrzhan Jukembayev en una eliminatoria por el título de peso welter junior de la FIB el 29 de mayo de 2021. Jukembayev se retiró de la pelea al final del octavo asalto. Matías lo había derribado con un gancho de izquierda en el cuarto asalto y estaba arriba 77–74, 77–74 y 76–75 en las tarjetas al final del último asalto.
Matías enfrentó a Petros Ananyan el 22 de enero de 2022. La pareja peleó previamente el 22 de febrero de 2020, cuando Ananyan pudo ganar por estrecha decisión unánime. Sin embargo, no pudo replicar su éxito anterior, ya que se vio obligado a retirarse al final del décimo asalto, luego de ser derribado con un gancho de izquierda en el asalto anterior. Matías estaba arriba 89–81 en dos de las tarjetas de los jueces en el momento de la detención y 88–82 en la última.

### Campeón de peso welter junior de la FIB

#### Matías vs.Ponce
El 3 de junio de 2022, la FIB ordenó a Matías enfrentar a Jeremias Ponce por el título interino de peso welter junior de la FIB. El 7 de julio, el organismo sancionador ordenó al campeón unificado de peso welter junior Josh Taylor hacer una defensa obligatoria del título contra Ponce. Taylor rechazó la pelea el 24 de agosto y oficialmente dejó vacante el cinturón ese mismo día. La FIB inmediatamente ordenó una pelea por el campeonato vacante entre Matías y Ponce. Aunque la pelea estaba programada para el 15 de octubre, en la cartelera del PPV de Deontay Wilder y Robert Helenius Fox Sports, se pospuso porque Ponce no pudo obtener una visa a tiempo para la pelea. La pelea por el título fue reprogramada para el 11 de febrero de 2023, antes de posponerse hasta el 25 de febrero. Tuvo lugar en el Armory en Minneapolis, Minnesota y encabezó una cartelera de transmisión de Showtime. Matías ganó la pelea por nocaut en el quinto asalto, ya que la esquina de Ponce decidió retirar a su peleador al final del asalto. El recién coronado campeón estaba arriba en las tarjetas en ese momento, y los tres jueces habían marcado la pelea 48-46 a su favor.

#### Matías vs.Ergashev
El 16 de junio de 2023 se informó que Matías haría una defensa voluntaria del título ante Sergey Lipinets. Doce días después sin embargo, la FIB ordenó a Matías hacer una defensa obligatoria contra el invicto Shohjahon Ergashev. Como los dos bandos no lograron llegar a un acuerdo dentro del período de negociación asignado, se programó una licitación para el 15 de agosto, aunque luego se pospuso una semana ya que ambas partes solicitaron una extensión. Los derechos promocionales finalmente los ganó Premier Boxing Champions, en nombre de Matías, con una oferta de 510.000 dólares. La pelea tuvo lugar el 25 de noviembre. Ergashev se retiró de la pelea al comienzo del sexto asalto, citando la incapacidad de competir debido a una lesión en la pierna como motivo de su retirada de la pelea.

### Matías vs.Paro
El 4 de febrero de 2024 se informó que Matías haría la segunda defensa de su título superligero de la FIB contra Liam Paro en el verano de 2024 en Puerto Rico. En febrero, se informó que la pelea había sido cancelada y Elvis Rodríguez era un posible contendiente. El 12 de marzo se informó que la pelea se reanudaba para el 15 de junio de 2024 en Manatí, Puerto Rico. El 27 de marzo de 2024 se confirmó la pelea contra Paro para el 15 de junio de 2024 en Manatí, Puerto Rico.

## Vida personal
Matías se crio en Maternillo, una comunidad pesquera pobre junto al mar de Fajardo. Recibió apoyo de su madre, abuela Viviana y personas cercanas a la familia, como la figura paterna Julio de Jesús. Matías desarrolló desde temprano un interés por el motociclismo y le regalaron dos, una Harley Davidson y una Vespa. Estuvo involucrado en actividades delictivas cuando era joven, sufrió una herida de bala el 10 de agosto de 2012 y cumplió una pena de prisión de 19 meses. Posteriormente, Matías retomó el boxeo como carrera y firmó como profesional en 2015. Él atribuye a estas experiencias el hecho de darle una mente fuerte, mostrarle cómo lidiar con la adversidad y brindarle el tiempo para encontrarse a sí mismo y a la fe. Matías está casado con Yachari Benabe y tiene tres hijas.

## Récord de boxeo profesional
| Récord profesional | Récord profesional | Récord profesional |
| 22 peleas          | 20 victorias       | 2 derrotas         |
| ------------------ | ------------------ | ------------------ |
| Nocaut             | 20                 | 0                  |
| Decisión           | 0                  | 2                  |

| No. | Resultado | Record | Oponente             | Tipo | Round, tiempo | Fecha                   | Lugar                                                           | Notas                               |
| --- | --------- | ------ | -------------------- | ---- | ------------- | ----------------------- | --------------------------------------------------------------- | ----------------------------------- |
| 22  | Derrota   | 20–2   | Liam Paro            | UD   | 12            | 15 de junio de 2024     | Coliseo Juan Aubin Cruz Abreu, Manatí, Puerto Rico              | Pierde título FIB superligero       |
| 21  | Victoria  | 20–1   | Shohjahon Ergashev   | RTD  | 6 (12) 3:00   | 25 de noviembre de 2023 | Michelob Ultra Arena, Paradise, Nevada, Estados Unidos          | Retuvo título FIB superligero       |
| 20  | Victoria  | 19–1   | Jeremias Ponce       | RTD  | 5 (12), 3:00  | 25 de febrero de 2023   | Minneapolis Armory, Minneapolis, Minnesota, Estados Unidos      | Gana título vacante FIB superligero |
| 19  | Victoria  | 18–1   | Petros Ananyan       | RTD  | 9 (12), 3:00  | 22 de enero de 2022     | Borgata Hotel Casino, Atlantic City, New Jersey, Estados Unidos |                                     |
| 18  | Victoria  | 17–1   | Batyrzhan Jukembayev | RTD  | 8 (12), 3:00  | 29 de mayo de 2021      | Dignity Health Sports Park, Carson, California, Estados Unidos  |                                     |
| 17  | Victoria  | 16–1   | Malik Hawkins        | RTD  | 7 (10), 0:01  | 24 de octubre de 2020   | Mohegan Sun Arena, Uncasville, Connecticut, Estados Unidos      |                                     |
| 16  | Derrota   | 15–1   | Petros Ananyan       | UD   | 10            | 22 de febrero de 2020   | MGM Grand Garden Arena, Paradise, Nevada, Estados Unidos        |                                     |
| 15  | Victoria  | 15–0   | Jonathan Eniz        | TKO  | 5 (10), 2:59  | 30 de noviembre de 2019 | Tomás Coliseo Dones, Fajardo, Puerto Rico                       |                                     |
| 14  | Victoria  | 14–0   | Maxim Dadashev       | RTD  | 11 (12), 3:00 | 19 de julio de 2019     | MGM National Harbor, Oxon Hill, Maryland, Estados Unidos        | Dadashev murió por las heridas      |
| 13  | Victoria  | 13–0   | Wilberth López       | TKO  | 6 (10), 1:52  | 2 de marzo de 2019      | Tomás Coliseo Dones, Fajardo, Puerto Rico                       |                                     |
| 12  | Victoria  | 12–0   | Fernando Saucedo     | TKO  | 1 (10), 3:00  | 27 de octubre de 2018   | Lakefront Arena, New Orleans, Louisiana, Estados Unidos         |                                     |
| 11  | Victoria  | 11–0   | Breidis Prescott     | KO   | 4 (10), 0:36  | 18 de agosto de 2018    | Parque Pedro Cepeda, Cataño, Puerto Rico                        |                                     |
| 10  | Victoria  | 10–0   | Adrián Estrella      | RTD  | 4 (10), 3:00  | 19 de mayo de 2018      | Parque Pedro Cepeda, Cataño, Puerto Rico                        |                                     |
| 9   | Victoria  | 9–0    | Daulis Prescott      | TKO  | 3 (10), 0:23  | 17 de febrero de 2018   | Coliseo Ecuestre Municipal, Fajardo, Puerto Rico                |                                     |
| 8   | Victoria  | 8–0    | Patrick López        | TKO  | 2 (8), 1:42   | 18 de noviembre de 2017 | Hotel Jaragua, Santo Domingo, República Dominicana              |                                     |
| 7   | Victoria  | 7–0    | Luis Pelayo          | TKO  | 2 (8), 0:26   | 5 de agosto de 2017     | Coliseo Ecuestre Municipal, Fajardo, Puerto Rico                |                                     |
| 6   | Victoria  | 6–0    | Abrahan Peralta      | RTD  | 2 (10), 3:00  | 25 de junio de 2017     | Hotel Jaragua, Santo Domingo, República Dominicana              |                                     |
| 5   | Victoria  | 5–0    | Joaquim Carneiro     | TKO  | 3 (8), 2:13   | 25 de marzo de 2017     | Parque Concepción Pérez Alberto, Fajardo, Puerto Rico           |                                     |
| 4   | Victoria  | 4–0    | Jeffrey Fontanez     | TKO  | 2 (6), 2:48   | 10 de diciembre de 2016 | Cosme Beitía Sálamo Coliseum, Cataño, Puerto Rico               |                                     |
| 3   | Victoria  | 3–0    | Luis Rodríguez       | TKO  | 4 (6), 1:49   | 9 de septiembre de 2016 | Cosme Beitía Sálamo Coliseum, Cataño, Puerto Rico               |                                     |
| 2   | Victoria  | 2–0    | Ramón Meléndez       | TKO  | 2 (4), 2:59   | 16 de julio de 2016     | Tomás Dones Coliseum, Fajardo, Puerto Rico                      |                                     |
| 1   | Victoria  | 1–0    | Juan Rojas           | TKO  | 1 (4), 1:01   | 19 de diciembre de 2015 | Tomás Dones Coliseum, Fajardo, Puerto Rico                      |                                     |